# Coup d'État de 2012 au Mali
Ne doit pas être confondu avec tentative de coup d'État de 2012 au Mali.
Guerre du Mali
Batailles
Le coup d'État militaire de 2012 au Mali est un évènement majeur de la guerre du Mali ayant débuté le 21 mars 2012.

## Contexte
L'armée malienne est engagée depuis le 17 janvier 2012 dans une guerre dans le Nord du pays déclenchée par la rébellion touarègue de 2012, menée par les insurgés touaregs du Mouvement national pour la libération de l'Azawad et les djihadistes d'Ansar Dine. L'armée subit plusieurs revers, elle souffre d'un manque de moyens par rapport aux Touaregs qui bénéficient d'un important matériel et d'armes lourdes récupérées à la suite de la chute de Kadhafi en 2011. Le moral des troupes est au plus bas, les officiers supérieurs sont soupçonnés de népotisme, de favoritisme et de corruption, de détourner l'argent destiné à l'équipement militaire alors que le salaire d'un soldat de base est de 40 000 francs CFA (60 euros) par mois. Fin janvier et début février, des manifestations de femmes de militaires réclament des « munitions pour leurs hommes »,. À un mois d'échéance des élections présidentielles, l'autorité du président de la république Amadou Toumani Touré, qui a annoncé qu'il ne se représenterait pas, est remise en cause.

## Déroulement

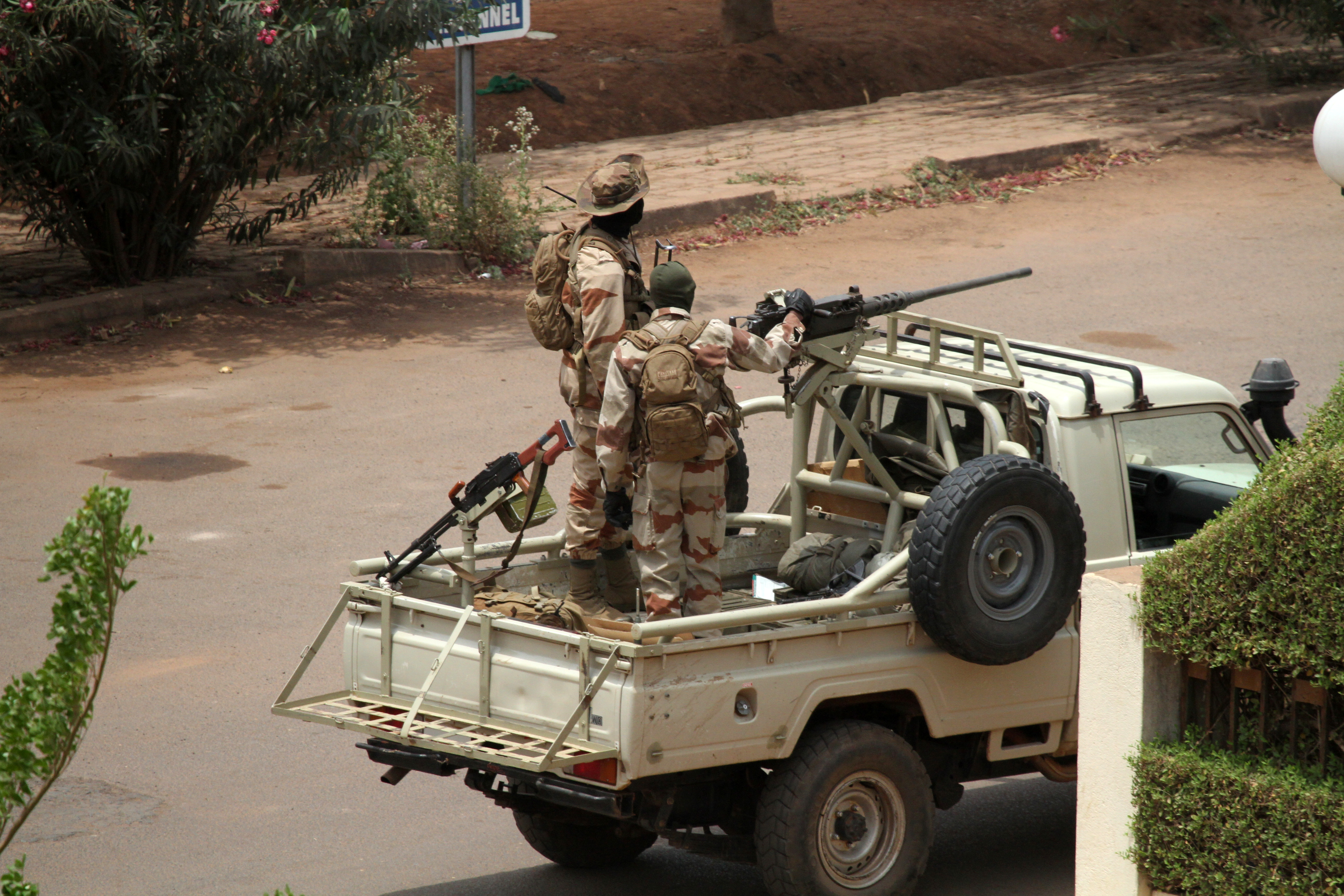
Militaires maliens à Bamako en octobre 2012.

Les sources s'accordent à dire que le coup d'État n'a pas été préparé à l'avance mais est le fruit d'une escalade d'évènements. Le 21 mars, Sadio Gassama, ministre de la Défense et des anciens combattants, le colonel-major Ould Meydou et le général Gabriel Poudiougou, chef d'état-major général des armées, se rendent au camp militaire Soundiata-Keïta à Kati pour évoquer l’évolution de la situation au Nord-Mali. Ils sont pris à partie par des militaires mécontents, essuient des jets de pierre, leurs gardes du corps tirent en l'air pour pouvoir s'enfuir,.
Les militaires en colère se dirigent alors vers l'armurerie et font mains basses sur armes et munitions. Ils s'emparent des quatre automitrailleuses BRDM-2 et des deux transports de troupe BTR-60 stationnés dans le camp militaire puis partent vers la capitale. À 15 h 30, ils attaquent la Présidence : les bérets rouges, soldats du 33e régiment des commandos parachutistes qui forment la garde d'Amadou Toumani Touré résistent jusque vers 21 h où l'enceinte du palais est forcée : les mutins ne peuvent mettre la main sur le Président qui a été exfiltré vers 18 h, les bâtiments sont alors pillés et partiellement incendiés,,. En fin d’après-midi, une centaine d'hommes investissent le bâtiment de l’Office de la radio-télévision malienne (ORTM) au centre de Bamako. La radio nationale suspend ses programmes.
En soirée, une mutinerie éclate également à Gao, siège du commandement des opérations militaires contre les rebelles du Nord, des officiers loyalistes sont emprisonnés,. Les soldats envoyés au Nord se plaignent des « évacuations préventives » des camps militaires présentées par le gouvernement comme « une stratégie de protection » de la population civile.
Les mutins multiplient les arrestations dans la nuit : Adama Sangaré, maire de Bamako, Modibo Sidibé, ancien Premier ministre et candidat à l'élection présidentielle, Jeamille Bittar, président du Conseil économique, social et culturel (CESC) et candidat de l’Union des Mouvements et associations du Mali (Umam), le général Kafougouna Koné, ministre de l’Administration territoriale et des Collectivités locales, Abdoul Wahab Berthé, ministre de la fonction publique, Soumeylou Boubèye Maïga, ministre des Affaires étrangères, Sidiki N'fa Konaté, ministre de la communication et porte-parole du gouvernement, Agatham Ag Alhassane, ministre de l’Agriculture, Marafa Traoré, ministre de la Justice, Mohamed El Moctar, ministre du tourisme,. Les prisonniers sont conduits au camp Soundiata Keïta de Kati devenus le siège du putsch.
Le 22 mars, les mutins, constitués en Comité national pour le redressement de la démocratie et la restauration de l’État (CNRDR ou CNRDRE) font une déclaration le jeudi matin à 5 h à la télévision nationale. Le lieutenant Amadou Konaré, porte-parole du comité annonce la suspension de la Constitution et la dissolution des institutions de la République. Il justifie le coup d’État par « l'incapacité du gouvernement à donner aux forces armées les moyens nécessaires de défendre l'intégrité de notre territoire national ». Il précise que le CNRDR prend « l’engagement solennel de restituer le pouvoir a un président démocratiquement élu dès que l’unité nationale et l’intégrité territoriale seront rétablies ». Amadou Haya Sanogo, chef de la junte, annonce l’instauration d’un couvre-feu à partir du jeudi 22 mars.
Dans la matinée, plusieurs responsables de la police, dont le commissaire divisionnaire, contrôleur général de la police nationale et des hauts gradés de l’armée sont arrêtés. À 11 h, Amadou Konaré annonce à la télévision nationale la fermetures des frontières. Il ordonne aux militaires de cesser les tirs de sommation et appelle la population à rester chez elle en attendant la reprise du travail mardi matin. À Kayes, des soldats mutins arrêtent le gouverneur de la région et le commandant de cercle. Des scènes de pillages menées par des soldats ont lieu à Bamako. Le CNRDR diffuse à la télévision un nouveau communiqué. Amadou Haya Sanogo demande à la « population malienne de rester sereine et de garder son calme » assurant que les dispositions sont prises pour « assurer la sécurité des personnes et des biens ». Il précise qu'un couvre-feu est décrété à partir de ce jour à 18 h.
Dans un communiqué, le parti Yéléma de Moussa Mara, fait part de sa « consternation » devant le coup d'État et appelle les putschistes à  renforcer le dispositif militaire dans le nord du pays et à réaliser l'unité nationale. Le parti Solidarité africaine pour la démocratie et l'indépendance (Sadi) publie le 22 mars un communiqué rappelant qu'il demandait la démission du président Amadou Toumani Touré depuis le 9 février, et soutenant le coup d'État. Il se propose « d’accompagner le CNRDR, avec les forces vives progressistes, pour sauver le pays ».
Selon le géopolitologue Éric N'Guyen, le putsch est porté par la base de l'armée ; tous les officiers supérieurs ont refusé d'y prendre part.

## Suites
Les frontières sont partiellement rouvertes à partir du 26 mars, pour permettre l’acheminement des denrées de première nécessité et du carburant. L’espace aérien est ouvert uniquement au transport civil entre 20 h et 1 h du matin. Dans une déclaration à la télévision malienne, le capitaine Amadou Sanogo appelle les rebelles touaregs « à cesser les hostilités et à rejoindre dans les plus brefs délais la table de négociation », précisant que « tout est négociable à l'exception de l'intégrité du territoire national et de l'unité de notre pays ».
Le 27 mars, le couvre-feu est levé et deux prisonniers politiques sont libérés. Les chefs d’État de la Cédéao réunis à Abidjan décident de suspendre le Mali de l’organisation afin de sanctionner les putschistes. Ils décident également l’envoi d’une délégation composée des présidents ivoirien, béninois, burkinabé, nigérien et libérien et menacent la junte d'une « action armée » soutenue par la Côte d'Ivoire, le Niger, le Nigeria et le Ghana,.
Le 28 mars, le président Amadou Toumani Touré, dont on était sans nouvelle depuis le coup d’État, a accordé une interview à Radio France internationale dans laquelle il déclare qu’il est en bonne santé et se trouve au Mali. Il soutient le plan de sortie de crise proposé par la Cédéao.
La junte militaire adopte une loi fondamentale pour remplacer la constitution suspendue. Elle est composée de 70 articles et d’un préambule stipulant que le peuple malien « affirme solennellement sa détermination par le présent acte de perpétuer un État de droit et de démocratie pluraliste dans lequel les droits fondamentaux de l'Homme, les libertés publiques, la dignité de la personne humaine et la justice sont garanties ». Le texte précise que le Comité national pour le redressement de la démocratie et la restauration de l'État est l'organe suprême de la transition et qu’il est composé de 26 membres issus des forces armées et de sécurité et 15 membres issus des forces vives de la nation. Son président assure les fonctions de chef de l’État. À l’issue de la période de transition dont la durée n’est pas définie, aucun membre du CNRDR et du gouvernement nommé par son président ne pourra être candidat aux élections présidentielle et législative,.
Amadou Haya Sanogo a nommé par ordonnances les nouveaux responsables des forces armées : le colonel-major Yamoussa Camara est nommé secrétaire général du ministère de la Défense et des Anciens combattants, le colonel Dahirou Dembélé chef d’état-major général des Armées, colonel Ibrahim Fané chef d’état-major de l’armée de terre, colonel Abdoulaye Coulibaly commandant de la 5e région militaire de Tombouctou, colonel Moussa Sinko Coulibaly directeur de cabinet du chef de l’État, colonel Sidi Alassane Touré directeur général de la sécurité d’État.
Le 29 mars, pour la première fois, des partisans du putsch affrontent violemment les opposants réunis en meeting à la bourse du travail de Bamako, les jets de pierre font plusieurs blessés graves et l'armée intervient. Les manifestations à la bourse du travail sont interdites, les militaires arrêtent 26 leaders anti-putschistes, 6 sont retenus en détention au camp de Kati, les autres sont relâchés.
Au même moment, une manifestation des partisans de la junte sur le tarmac de l’aéroport de Bamako empêche l’avion transportant les délégations des chefs d’État de la Cédéao d’atterrir. Les présidents  Alassane Ouattara, Boni Yayi, Blaise Compaoré, Ellen Johnson Sirleaf et Mahamadou Issoufou se retrouvent à Abidjan pour une réunion de crise. La Cédéao lance un ultimatum à la junte, leur demandant de rétablir l’ordre constitutionnel dans un délai de 72 heures. À défaut, la Cédéao prendra des sanctions diplomatiques et financières contre la junte : interdiction de voyager et un gel des avoirs dans la région pour les membres de la junte mais aussi fermeture des frontières, la fermeture de l'accès aux ports des pays côtiers de la zone et un gel des comptes du Mali à la Banque centrale des États de l'Afrique de l'Ouest (BCEAO). Le lendemain, Amadou Haya Sanogo présente des excuses à la Cédéao pour « un incident malheureux, indépendant de notre volonté et de celle de nos compatriotes (qui) est venu entraver cette réunion ».
Les journalistes maliens et étrangers sont eux aussi l'objet de contraintes, cinq d'entre eux sont arrêtés le 29 mars plusieurs heures à Kati. Un reporter de Radio France, Omar Ouahmane, est molesté et menacé de mort, son matériel détruit par les militaires.
Le 30 mars, alors que le MNLA et Ansar Dine ont pris la ville de Kidal, et que l'armée évacuent les localités d'Ansongo et de Bourem pour se regrouper et renforcer ses positions à Gao, Amadou Haya Sanogo, déclare que « Les rebelles continuent à agresser notre pays et terroriser nos populations (...) notre armée a besoin du soutien des amis du Mali ».
Un meeting organisé par le Mouvement populaire du 22 mars (MP 22) a rassemblé au stade du 26 mars un millier de personnes pour soutenir le CNRDR aux cris de « A bas ATT ! A bas la CEDEAO ! A bas la France ! A bas la Communauté internationale ! ». Une Alliance des démocrates patriotes pour la sortie des crises s'est créée et rassemble des partis politiques (Convention nationale pour une Afrique solidaire, le Front africain pour le développement, Yéléma, Parti pour l'action civique et patriotique, Parti citoyen pour le renouveau) et des associations. Il a présenté au chef de la junte un programme de sortie de crise qui prévoit une transition d'un an « pilotée par des personnes compétentes de probité morale reconnue et qui n’ont pas participé à la gestion des affaires publiques ces 20 dernières années ».
Le MNLA s'empare de la ville de Gao et de celle de Sango sur la frontière du Niger.

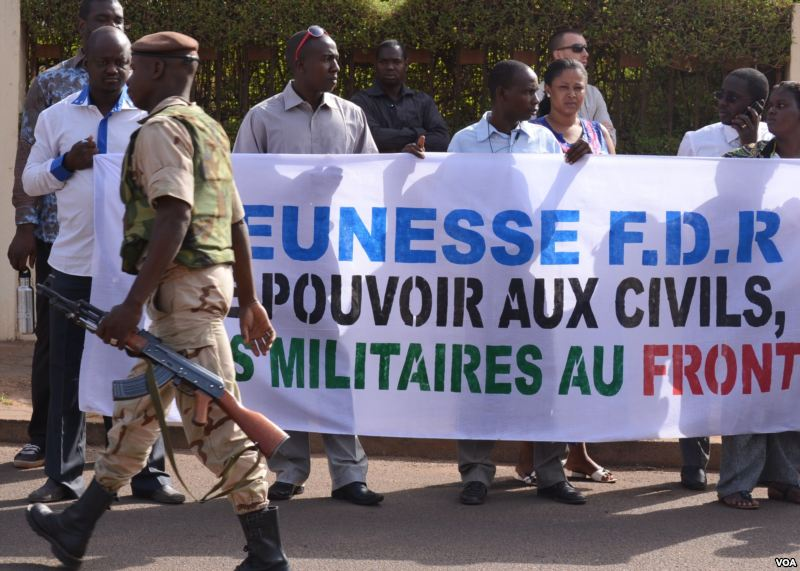
Manifestation en avril 2012 contre les arrestations menées par la junte.

Le 1er avril 2012, le capitaine Amadou Haya Sanogo annonce qu'il rétablit la Constitution de la république du Mali du 25 février 1992 et les institutions, et promet des "consultations avec les forces vives du pays" dans le cadre d'une "transition". Le 2 avril, la Cédéao décide de la mise en place immédiate de sa force d’attente et un embargo total considérant que la junte n’avait pas remis en place comme demandé l’ordre constitutionnel. Amadou Haya Sanogo prend acte de cette décision et déclare que« l'urgence est le recouvrement de l'intégrité territoriale ».
Le CNRDRE annonce la tenue à partir du 5 avril d’une conférence nationale sur l’avenir du Mali à laquelle sont conviés tous les partis politiques et la société civile et annonce des poursuites judiciaires contre Amadou Toumani Touré pour « haute trahison et malversation financière ».
Le 3 avril, les chefs d’État et de gouvernement de l’Union africaine réunis à Addis-Abeba (Éthiopie) prennent des sanctions (interdiction de voyager et gel des actifs) contre  « le chef et les membres de la junte militaire », « tous les individus et entités qui contribuent d'une façon ou d'une autre au maintien du statu quo anticonstitutionnel », ainsi que les « dirigeants et membres des groupes armés et rebelles dans le nord du Mali ».
Le 4 avril, le Conseil de sécurité des Nations unies a adopté une déclaration réitérant son appel en faveur du rétablissement immédiat de l'ordre constitutionnel et du gouvernement démocratiquement élu et demandant à la junte d’assurer la sécurité de toutes les personnalités maliennes et la libération de celles qui sont détenues,. La junte annonce le report de la convention nationale qu’elle avait convoqué à partir du 5 avril. Les partis politiques et la société civile opposé au coup d’État ont annoncé leur refus d’y participer.
Le 6 avril, la junte signe un accord de sortie de crise avec la médiation ouest-africaine dans lequel elle s’engage à rendre le pouvoir au civil après la démission du président de la république renversé lors du coup d’État. Le président de l’assemblée nationale assurera la transition. L’accord prévoit la nomination d’un Premier ministre de transition qui aura tous les pouvoirs pour l’organisation des élections dans un délai de 40 jours. Une loi d’amnistie contre les auteurs du coup d’État sera adoptée. La Cédéao décide le 8 avril de lever toutes les sanctions prises contre le Mali. Le 8 avril, le président Amadou Toumani Touré a officiellement présenté sa démission dans une lettre remis à Djibrill Bassolé, ministre des affaires étrangères burkinabè. Le 10 avril, la Cour constitutionnelle du Mali  constate officiellement la vacance de la présidence, annonce que Dioncounda Traoré, président de l'Assemblée nationale, assure l'intérim du président de la République et précise que « le scrutin en vue de l'élection du nouveau président de la République doit être organisé 21 jours au moins et 40 jours au plus à compter de la notification du présent arrêt ».
Du 16 au 18 avril, des hommes politiques et des militaires proches du président renversé ont été arrêtés par des hommes armés. Le 17 avril, cheick Modibo Diarra est nommé Premier ministre. Le 19 avril au soir, Amadou Toumani Touré est exilé au Sénégal pour un temps indéterminé, partant de Bamako en avion présidentiel sénégalais, et arrivant à Dakar avec une quinzaine de membres de sa famille, cet exil ayant été autorisé par la junte du CNRDRE, encore au pouvoir effectif.
Le même jour, les 22 responsables civils et militaires arrêtés les jours précédents, sont libérés mais toujours menacés de poursuites judiciaires ultérieures notamment pour détention d'armes, qui auraient été découvertes au domicile de certains d'entre eux, selon la gendarmerie. Ils seraient « soupçonnés de vouloir mener un contre-coup d'État », alors que le pays n'a « toujours pas de gouvernement de transition » et que les « négociations se poursuivent ».
Le 25 avril, Modibo Diarra forme un gouvernement de transition, réduit à 24 membres, composé surtout de techniciens et de militaires, avec notamment pour mission difficile de ramener la paix dans le nord du pays occupé par des groupes armés. Trois militaires, des gradés proches de la junte militaire, y figurent : le colonel-major Yamoussa Camara à la Défense, le colonel Moussa Sinko Coulibaly à l’Administration territoriale (Intérieur), et le général Tiéfing Konaté à la Protection civile. Cette nouvelle équipe comprend aussi trois femmes, dont l'une est originaire du Nord. Le 26 avril, avec la déclaration des chefs d’État de la Cédéao, réunis en sommet extraordinaire à Abidjan, le comité militaire est prié de se soumettre aux autorités civiles, ses membres de retourner dans les casernes, et le mandat des autorités de transition est prolongé à douze mois. De plus, il est prévu d'envoyer une force militaire régionale à Bamako pour « sécuriser les organes de la transition et le gouvernement intérimaire en attendant que le processus arrive à son terme ». Il s'agirait aussi de contrer d'éventuelles attaques au sud du pays menées par les rebelles touaregs et/ou islamistes contrôlant le nord,,.
Le 28 avril, les militaires putschistes, encore agités par dizaines au camp de Kati criant « A bas la Cédéao ! », se disent trahis et, par la voix du capitaine Sanogo concluant les entretiens avec les médiateurs burkinabè et ivoirien, ils rejettent les recommandations des chefs d'État ouest-africains, notamment l'envoi d'une force régionale, sauf sur demande officielle et uniquement selon les besoins exprimés. De plus, le délai d'un an pour effectuer la transition démocratique est aussi rejeté par Sanogo, qui précise qu'au-delà des 40 jours d'intérim de la présidence fixés par l'accord cadre du 6 avril, le comité militaire prendra ensuite ses responsabilités. Selon Sanogo, « toutes les décisions prises à Abidjan ont été prises sans concertation avec nous » et « je n'accepterai pas la présence d'un soldat étranger sur le sol malien »,. Le 30 avril, une fusillade éclate à l'université de Bamako, tuant une femme par "balle perdue", la radio-télé (ORTM) est attaquée vers 19 h, ainsi que le camp militaire de Kati. La population vit une nuit d'affrontements violents, à l'arme lourde notamment. Le 1er mai au matin, l'ex-junte affirme contrôler la situation après des combats ayant opposés des bérets-verts des ex-putschistes du capitaine Sanogo, à des bérets-rouge des partisans de l'ex-président Amadou Toumani Touré. Plusieurs morts sont à déplorer, selon toute vraisemblance et des informations parcellaires, leur nombre et leur identité restant à déterminer. Ce jour, il est difficile de dire qui contrôle quoi. La réunion de médiation ouest-africaine, devant avoir lieu le jour-même, est annulée.

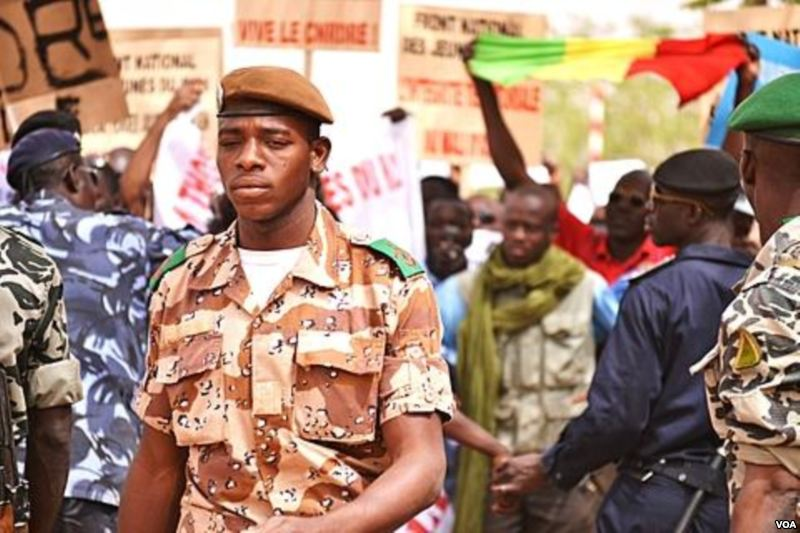
Manifestation sur l'aéroport de Bamako en faveur de la junte en mai 2012.

Les combats violents à Bamako se déroulent le 30 avril et le 1er mai, et le pouvoir effectif reste finalement sous contrôle des "ex-putschistes" dirigé par le capitaine Sanogo. La "transition démocratique", sous très haute surveillance du pouvoir militaire, échoue à tenir des élections au mois de mai, dans les délais prévus par l'accord du 6 avril. Les négociations entre le pouvoir de Bamako et les rebelles du Nord semblent inexistantes, et l'"intégrité territoriale" n'est toujours pas restaurée, autre objectif non respecté par la junte du CNRDRE, essentiellement par manque de moyens militaires, financiers et organisationnels.
Le président de la transition, Dioncounda Traoré, âgé de 70 ans, est agressé très violemment le 21 mai par des manifestants opposés à son maintien au pouvoir et ayant pénétré dans son bureau. Eprouvé physiquement, il part pour Paris le 23 mai, officiellement pour des analyses médicales complémentaires au Val-de-Grâce, selon un de ses collaborateurs, et il s'agirait d'une visite privée prévue de longue date.
Le 5 juin, une enquête pour tentative d'assassinat est ouverte par la justice malienne.
En juin, Dioncounda Traoré est toujours à Paris, et reçoit le 14 la visite de Modibo Diarra président par intérim.

## Réactions

### Réactions nationales
À l'appel du FUDR, un millier de personnes manifestent à Bamako devant la Bourse du travail le 26 mars, journée anniversaire de la chute de Moussa Traoré en 1991, renversé par un coup d’État militaire mené par Amadou Toumani Touré. Les manifestants réclament le départ des putschistes, le retour à l’ordre constitutionnel et la libération de l’ORTM,.
Les associations de défense des droits de l'Homme condamnent le coup d'État. Moctar Mariko, président de l'Association malienne des droits de l'homme (AMDH) appelle le CNRDR « à rendre le pouvoir aux civils et à garantir l'intégrité physique et morale de toutes les personnes arrêtées » et exige l'arrêt des arrestations et la libération des personnes arrêtées.
Brahima Koné, président de l'Union interafricaine des droits de l'homme (UIDH) souhaite que des élections soient rapidement organisées « afin de permettre un retour rapide à l'ordre constitutionnel ». Souhayr Belhassen, présidente de la Fédération internationale des ligues des droits de l'homme (FIDH), condamne « ce coup d'État militaire qui vient briser la démocratie malienne qui devait s'exprimer par l'élection présidentielle dans un mois ». Me Sidiki Kaba, président d'honneur de la FIDH, déclare que ce « changement anticonstitutionnel de pouvoir (...) doit être sanctionné par la communauté internationale avec la plus vive énergie », ajoutant que « seul un pouvoir démocratiquement élu et respectueux des libertés fondamentales peut lutter légitiment contre le terrorisme et l’extrémisme, trouver des solutions politiques aux préoccupations des minorités nationales ou encore garantir la sécurité de tous et des frontières ».
Le barreau du Mali condamne le coup d’État militaire et demande le rétablissement de l’ordre constitutionnel.
Le Rassemblement des Jeunes du Mali (première organisation de la jeunesse du Mali) aussi condamne fermement le coup d’État militaire et exige dès le 23 mars un retour à l'ordre constitutionnel ainsi que la libération de tous les prisonniers politiques avant toute discussion avec la junte.
Le 4 avril, le Rassemblement des Jeunes du Mali propose une feuille de route afin de sortir de la crise politique. Cette feuille de route comprend :
- la démission du président Amadou Toumani Touré ainsi que de son gouvernement, et l'application de l’article 36 de la Constitution concernant la démission du Président de la République,
- la dissolution du CNRDR,
- l'amnistie de tous les militaires putschistes,
- la prolongation du mandat de l’Assemblée nationale,
- la nomination par le professeur Dioncounda Traoré d’un gouvernement de transition composé uniquement de membres de la société civile, gouvernement soutenu par les forces vives de la Nation ainsi que par la communauté internationale (ce gouvernement devra organiser des élections, et combattre le MNLA, l'AQMI et les autres groupes terroristes se trouvant sur le territoire avec l’aide de la communauté internationale),
- la création d’une Commission Vérité et Réconciliation, qui devra faire la lumière sur toutes les périodes noires de la Nation, ainsi que
- l'ouverture d’une Conférence nationale, qui devra définir des objectifs pour l’avenir.

Sur les 7 propositions du Rassemblement des Jeunes du Mali, 5 sont reprises dans l'accord cadre entre la junte et la Cedeao.
L’Association des éditeurs de presse privée déclare le 26 mars qu’elle « condamne le coup d’État qui est antidémocratique et contraire à l’esprit et à la lettre de la Constitution du 25 février 1992 », « exige la libération sans délai et sans condition des autorités détenues illégalement » et « exhorte la classe politique, la société civile, les syndicats à tout mettre en œuvre pour que la junte regagne rapidement ses casernes ».
Plusieurs organisations, dont la Confédération syndicale des travailleurs du Mali (CSTM), l'Amicale des anciens militants et sympathisants de l'union des élèves et étudiants du Mali (l'AMSUNEM) et le groupement des commerçants du Mali, favorables au CNRDR se regroupent au sein de la Convergence patriotique pour la défense du Mali et appellent avec le MP22 à manifester le 28 mars à Bamako. Cette marche réunit plusieurs milliers de personnes.
Le 27 mars, Housseini Amion Guindo donne une conférence de presse et justifie le soutien de la Convergence pour le développement du Mali au CNRDR en raison d’une faillite du régime, d’absence de l’autorité de l’État et une mauvaise organisation pour une élection présidentielle libre, transparente et crédible. Le 28 mars des milliers de Bamakois manifestent pour soutenir le « capitaine Sanogo et l'armée ».
Aminata Dramane Traoré, présidente du Forum pour un autre Mali, apporte son soutien aux militaires putschistes, considérant que la crise que vit le Mali est de la responsabilité du président déchu et du président français Nicolas Sarkozy. Le 4 avril 2012, la coalition politique regroupant les principaux partis du Mali rejette la convention nationale proposée par la junte militaire.
Le 17 mai 2012, Aliou Diallo  s'est adressé aux groupes armés du Nord (notamment à Ansar Dine et au MNLA), aux membres du gouvernement malien de transition, ainsi qu'aux représentants du CNRDRE, à travers les médias maliens. Il a lancé un appel urgent pour la paix au Mali.
Ibrahim Boubacar Keïta, président de Rassemblement pour le Mali, ancien Premier ministre et candidat à l'élection présidentielle publie un communiqué pour condamner le coup d'État, qualifié de « coup d’arrêt à notre projet commun de changement pour un développement démocratique, auquel le peuple malien adhère dans son écrasante majorité ». L'Alliance pour la démocratie au Mali-Parti africain pour la solidarité et la justice (Adéma-Pasj) « condamne fermement ce coup de force qui constitue un recul grave pour notre démocratie et exige le retour à une vie constitutionnelle normale dans les meilleurs délais ». Le principal parti politique malien demande « que le rétablissement de la paix dans le nord du pays et l'organisation d'élections libres et transparentes soient les deux priorités de l'heure ».
Soumaïla Cissé, candidat à l'élection présidentielle, a déclaré « au nom du Mali, je nous invite à nous tenir debout et à exiger la restauration des institutions et le respect des règles républicaines » qualifiant le coup d'État d' « acte réactionnaire le plus bas de l'histoire politique du Mali au cours des 20 dernières années ».
Le samedi 24 mars, alors que personne ne sait où se trouve le président Amadou Toumani Touré, dix partis politiques maliens, l'Alliance pour la démocratie au Mali-Parti africain pour la solidarité et la justice (Adéma-Pasj), l'Union pour la république et la démocratie (URD), le Parti pour le développement économique et la solidarité (PDES), l'Union pour la démocratie et le développement, l'Union des forces démocratiques pour le progrès (UFDP), le Mouvement patriotique pour le renouveau (MPR), le Parti de la solidarité et du progrès (PSP), le Parti pour la démocratie et la justice (PDJ), le Parti pour la démocratie et le progrès (PDP), le Mouvement pour la démocratie et le développement (MDD), signent une déclaration commune condamnant le « coup de force » et exigeant le retour à la normale. Ils sont rejoints par plusieurs associations et par les principaux syndicats comme l'Union nationale des travailleurs du Mali.

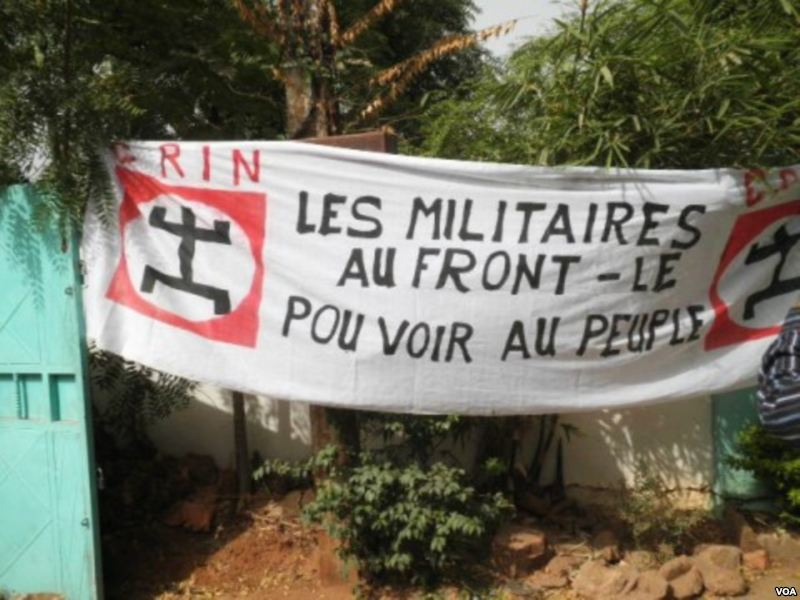
Pancarte contre les militaires putschistes, lors d'une manifestation à Bamako le 25-26 mars.

38 partis politiques, dont l'Adéma-Pasj, le Parti pour la renaissance nationale (Parena), l'URD, le Rassemblement pour le Mali (RPM), l'UDD et une vingtaine d'associations et de syndicats, dont la Coalition des organisations et ONG féminines du Mali (CAFO) et le Conseil national de la jeunesse malienne (CNJ), se regroupent au sein du Front uni pour la sauvegarde de la République et de la démocratie (FUDR) et réclament le départ des militaires mutins,. Bassirou Diarra, secrétaire général de l’Union malienne-Rassemblement démocratique africain, dans une interview au journal français L'Humanité précise que le FURD demande le « rétablissement de la légalité constitutionnelle, le retour des militaires dans leurs casernes, la négociation de la paix au nord et l’organisation d’élections libres dans les plus brefs délais ».
Dans le même temps, Oumar Mariko, député, candidat à la présidentielle et secrétaire général de la Solidarité africaine pour la démocratie et l'indépendance annonce la création du MP22, le mouvement populaire du 22 mars en soutien aux putschistes. Le rejoignent rapidement différentes organisations dont le parti politique Bara, l'Association Malienne des expulsés (AME), l'Observatoire de l'État de droit, le Syndicat des paysans du Mali (SYPAM TTD), l'Association des rapatriés de Libye, l'AJDP, etc,. Le 25 mars, les personnalités politiques détenues par les putschistes, dont le ministre des affaires étrangères, entament une grève de la faim pour dénoncer leur arrestation, leur détention et les conditions de leur détention.

### Réactions internationales
Dès le 22 mars, la Communauté économique des États de l'Afrique de l'Ouest (Cédéao) et l'Union africaine condamnent « fermement » les mutins et leur « coup d’État anticonstitutionnel »,. Le 24 mars, l'Union africaine suspend le Mali et son président Jean Ping menace la junte « d'appliquer des sanctions comme le gel des avoirs et l'interdiction de voyager aux auteurs de ce coup d'État » si « les choses ne retournent pas à la normale ». Une mission conjointe de la Communauté économique des États de l'Afrique de l'Ouest (CEDEAO), de l'Union africaine et de l'Organisation des Nations unies pour l'Afrique de l'Ouest, présidée par  Kadré Désiré Ouédraogo, se rend à Bamako et est reçue par Amadou Sanogo, président du CNRDR.
Le président Moussa Idriss Ndélé du Parlement panafricain déclare le 22 mars condamner le « coup d’État anticonstitutionnel ». Le 23 mars, les membres du Conseil de sécurité des Nations unies condamnent « fermement l'action des éléments des forces armées maliennes, qui se sont emparées par la force du pouvoir confié au gouvernement démocratiquement élu du Mali » et demande le « rétablissement immédiat de l'ordre constitutionnel et du gouvernement démocratiquement élu », ainsi que la libération des responsables maliens détenus.
En Afrique, l’Algérie, le Bénin, le Cameroun, le Ghana, la Mauritanie, le Niger, le Nigeria, le Sénégal condamnent le coup d'État et exigent le rétablissement de « l'ordre constitutionnel ».
Catherine Ashton, Haut Représentant de l'Union pour les affaires étrangères et la politique de sécurité, condamne le 22 mars la prise de contrôle du pouvoir par les militaires et la suspension de la Constitution et demande le rétablissement du pouvoir constitutionnel. En France, le gouvernement condamne le coup d'État, demande l’organisation rapide des élections prévues, et annonce la suspension des coopérations régaliennes avec le Mali, à l'exception de l'aide alimentaire et de la lutte contre le terrorisme. François Hollande, candidat socialiste à l'élection présidentielle française condamne sans réserve le coup d'État.
Le coup d'État est également condamné par le Canada et les États-Unis qui n'ont pas peur de parler de « bonne gouvernance » à propos du régime déchu.
Ekmeleddin İhsanoğlu, secrétaire général de l'Organisation de la coopération islamique (OCI) se déclare « profondément choqué » par le coup d'État et demande aux putschistes de « respecter la démocratie et à permettre rapidement au peuple malien de s'exprimer librement sur la situation dans le pays ».